# 等級
等級（level，簡稱Lv），是遊戲中的一項表示遊戲角色、遊戲道具、技能等能力的數値。等級提升（level-up，簡稱升等或升級）則指角色的等級增加。此用語也被用於日常生活中，用來表示對於一項事務更為熟練。

## 等級提升
當等級提升時，角色會變得更強，可以完成更艱鉅的任務、打倒更強的敵人、學會更強的技能、使用更好的道具等。等級通常與許多遊戲系統結合，讓玩家在等級提升時規劃角色的發展。許多的遊戲中都具有最高等級的限制，例如在精靈寶可夢系列遊戲中，沒有任何角色（寶可夢）可以超過100級。達到等級上限的角色稱為「封頂」。
大多數的遊戲中，等級皆是向上提升，而有一部份的遊戲具等級下降的機制。

### 香港次文化
在香港，等級提升稱為升呢，來自中英文夾雜的用語「升level」，有「提升級數」的意思。
根據2009年香港城市大學語言資訊科學研究中心的統計，「升呢」一詞在香港報章出現的新詞彙裏排名第三。
在1980年代，電子遊戲開始在香港興起，當時不少遊戲都需要靠升級進行，便產生了「升呢」一詞，當中的「呢」是英文「level」第一個音節的粵語諧音。至2000年代，大型多人在線角色扮演遊戲（MMORPG）亦開始在香港興起，同樣需要靠升級進行，使「升呢」一詞的使用率越來越高，更在2000年代末被界定為「潮語」，被廣泛應用於日常生活甚至在報章雜誌上，作為「升級」的代用詞。